# Siergiej Zubatow

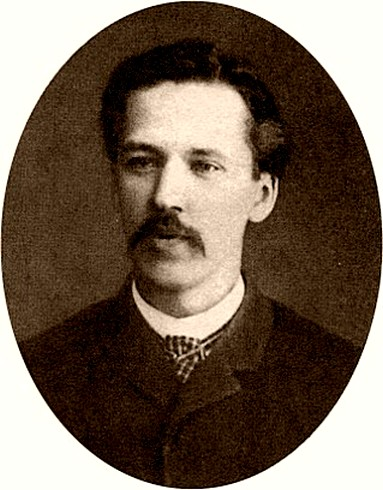

Siergiej Wasiljewicz Zubatow (ur. 1864 w Moskwie, zm. 15 marca 1917 tamże) – rosyjski oficer żandarmerii, pułkownik. Twórca legalnych i kontrolowanych przez policję stowarzyszeń robotniczych, które miały odciągnąć rosyjskich robotników od organizacji rewolucyjnych i zapewnić ich lojalność wobec władzy carskiej. Jego inicjatywę polegającą na ich tworzeniu nazwano zubatowszczyzną lub polityką socjalizmu policyjnego.

## Życiorys
Jako uczeń gimnazjum sympatyzował z ideami rewolucyjnymi. W 1882 r. został usunięty ze szkoły na życzenie własnego ojca, który chciał w ten sposób oderwać go od towarzystwa radykalnej młodzieży. Zgodził się następnie został informatorem Ochrany. W 1886 r. lub w 1888 r. zaczął pracować dla Ochrany już jako etatowy funkcjonariusz. Okazał się jednym z najbardziej kreatywnych, inteligentnych i skutecznych funkcjonariuszy. W 1889 r. został zastępcą dowódcy moskiewskiego oddziału Ochrany, zaś w 1896 r. - jego dowódcą.
W 1898 r. przygotował dla moskiewskiego oberpolicmajstra Dmitrija Triepowa memorandum na temat ruchu robotniczego, w którym sugerował, że policja powinna powstrzymać szerzenie się idei socjalistycznych wśród pracowników, tworząc legalne stowarzyszenia robotnicze. Sugerował, że car powinien stać się rozjemcą w konfliktach pracowników z pracodawcami, a rosyjska monarchia z czasem stać się monarchią o charakterze prospołecznym. Triepow przyjął koncepcję Zubatowa z życzliwym zainteresowaniem, podobnie jak generał-gubernator moskiewski wielki książę Sergiusz Aleksandrowicz. Pozwoliło to Zubatowowi zdobyć akceptację cara dla swoich inicjatyw. Od 1901 r. Zubatow organizował dla moskiewskich robotników wykłady popularnonaukowe, do prowadzenia których zapraszano liberalnie nastawionych profesorów. Również w 1901 r. Zubatow utworzył w Moskwie pierwsze kontrolowane przez policję towarzystwo wzajemnej pomocy dla robotników fabrycznych. Jeszcze w tym samym roku trzy związki pracownicze utworzone w ten sposób wysunęły postulaty ekonomiczne pod adresem pracodawców, zaś policja wymusiła ich spełnienie. Podobne organizacje powstały następnie w Odessie, Mińsku, Petersburgu, Wilnie i innych miastach Rosji. 
W 1902 r. Zubatow został naczelnikiem wydziału specjalnego Departamentu Policji. Planował tworzyć kolejne organizacje robotnicze, ale rząd przestał popierać jego działalność. Część pracodawców wezwała ministerstwo spraw wewnętrznych, by zaprzestało organizowania robotników. Niektórzy obawiali się, że za sprawą legalnych stowarzyszeń robotnicy zaczną interesować się polityką. Jeszcze w lutym 1902 r. związki powstałe pod patronatem Zubatowa zorganizowały w Petersburgu 50-tysięczny przemarsz pod pomnik Aleksandra II w celu uczczenia rocznicy wyzwolenia chłopów. Jednak w lipcu 1903 r. kontrolowana przez policję organizacja prawdopodobnie doprowadziła do wybuchu strajku generalnego w Odessie, co oburzyło władze. Zubatow został zdymisjonowany ze wszystkich stanowisk i zmuszony do wyjazdu do Włodzimierza. W 1904 r. przyznano mu emeryturę za wcześniejszą pracę, ale nie przyjęto ponownie do służby. Ostatnią organizacją robotniczą, stworzoną według jego koncepcji, choć już bez jego udziału, stało się Stowarzyszenie Rosyjskich Robotników Fabrycznych Miasta Petersburga, na czele którego stanął prawosławny duchowny Gieorgij Gapon.  
Od 1910 r. żył w Moskwie. Popełnił samobójstwo w dniu upadku caratu w Rosji.